# Trajano Viriato de Medeiros
Trajano Viriato de Medeiros (Sobral, 1837 — Rio de Janeiro, 10 de abril de 1911) foi bacharel em direito e magistrado brasileiro.

## Biografia
Era o quinto dos nove filhos do coronel Antônio Viriato de Medeiros e de Maria Jerônima Figueira de Melo. Eram seus irmãos o senador João Ernesto Viriato de Medeiros e o deputado-geral José Gonçalves Viriato de Medeiros, o qual também era bacharel em Direito.
Diplomou-se em ciências sociais e jurídicas pela Faculdade de Direito de Recife, em 1863, junto com os colegas: Raimundo Teodorico de Castro e Silva, Félix José de Sousa Júnior, Francisco Amintas da Costa Barros e Franklin Távora.
Em 9 de outubro de 1860, casou-se com sua prima-irmã Cândida Laura Figueira de Saboia (1837 - 1906), filha de sua tia materna Joaquina Inácia Figueira de Melo e do coronel José Baltasar Augeri de Saboia. Tiveram a seguinte descendência:
1. Maria Saboia Viriato de Medeiros (*Recife, 9 de novembro de 1861), casada, em 1890, com o general Pedro Paulo da Fonseca Galvão, primo do marechal Deodoro da Fonseca;
2. Alberto Saboia Viriato de Medeiros (*Recife, 13 de junho de 1863 - Vassouras, 24 de maio de 1912), médico diplomado em 1887 no Rio de Janeiro. Acompanhou a Mato Grosso, em 1888, Deodoro da Fonseca mandado pelo governo para ali em consequência da questão militar;
3. Trajano Saboia Viriato de Medeiros (Sobral, 6 de maio de 1865 - Petrópolis, 23 de outubro de 1940), engenheiro civil diplomado em 1886 pela Escola Politécnica. Prestou serviços nas obras de prolongamento da Estrada Férrea de Baturité. Com a proclamação da República, deixou o Ceará, indo ocupar o cargo de engenheiro residente da E. F. Central do Brasil. Casou-se com Olímpia Carvalho de Oliveira, sobrinha de Miguel Lemos;
4. Cândida Saboia Viriato de Medeiros (*Sobral, 25 de fevereiro de 1867), casada, no Rio de Janeiro, com Joaquim Dutra da Fonseca, sobrinho do marechal Deodoro;
5. Ana Saboia Viriato de Medeiros (*Sobral, 24 de janeiro de 1872), casada, no Rio de Janeiro, com Bento Carvalho do Paço, médico e diplomata;
6. Elisa Saboia Viriato de Medeiros (*Porto Alegre, 15 de julho de 1875), casada com seu primo-irmão Gustavo Eugênio de Saboia e Silva[3].
7. José Saboia Viriato de Medeiros (*Porto Alegre, 17 de Dezembro de 1877), casado com Leonor de Souza Saboia de Medeiros [4].

Foi promotor público e juiz municipal dos termos de Granja e Sobral, juiz de direito de Palma, em Goiás, auditor de guerra em Porto Alegre, capital da província do Rio Grande do Sul, para onde se transportou desde 29 de setembro de 1872. Foi nomeado desembargador da Relação Gaúcha por decreto de 30 de outubro de 1890, por Campos Sales, então ministro da Justiça.
Foi o proprietário da colônia de Deodorópolis, que deu origem ao atual município gaúcho de Dois Lajeados.